# MUSIC BLOOD
『MUSIC BLOOD』(뮤직 블러드, ミュージック・ブラッド)는 2021년 4월 2일부터 2022년 9월 30일까지 닛테레 계열 채널에서 매주 금요일 저녁 11시부터 11시 30분까지 방송되는 음악방송이다.

## 개요
매주 1팀의 아티스트를 모셔, 아티스트의 삶에 영향을 끼친 체험이나 자신의 모토, 자신을 만들어 낸 BLOOD(혈액) 등에 대해 심도있게 토크하여 그 정보를 토대로 작곡의 콜라보나 다른 가수의 곡을 커버하는 등 여러가지를 보여주는 음악방송.
주로 10대에서 20대의 젊은 세대를 타겟으로 하고 있음.
방송 프로듀서가 말하길 "다양한 아티스트들에게는 다양한 만남이 존재하고 음악에 대해서만 아니라 자신을 바꾸는 계기가 되는 체험등을 들으면서 그 사람의 인간적인 매력이나 개인적인 면모등을 전할 수 있길 바라며, 토크를 통해 얻어낸 BLOOD SONG을 커버하거나 콜라보하여 선보일 예정입니다. 3개월 전까지는 이름도 전혀 몰랐던 사람이 갑자기 스타가 되는 지금. 이 방송에서는 음악적인 일차 정보가 점점 범위를 넓혀가는 것을 목표로 하여 활동 폭이 넓은 다양한 사람과 만날 수 있으면 좋을 것 같습니다"라고 전했다.
닛테레에서 금요일 저녁 11시대에 음악방송이 편성되는 것은 1998년 10월 9일부터 2004년 3월 26일까지 방송되었던『FUN』이래 약 7년만이다.

## 역사
- 2021년 6월 18일 세계적으로 대히트를 기록중인 한국 보이그룹 방탄소년단이 출연하였다.
- 2021년 7월 3일 MUSIC DAY 2021에서 도쿄 스카 파라다이스 오케스트라와 MC진이  콜라보 무대를 선보였다.
- 2021년 7월 9일 대한민국의 아이돌 리얼리티 서바이벌 프로그램 I-LAND를 통해 결성된 ENHYPEN이 출연하였다.
- 2021년 7월 20일 MC 다나카 케이의 코로나 감염이 발표되었으며 기존 녹화분까지 방송된 후 8월 13일과 20일 2주에 걸쳐서는 치바 유다이 단독MC 체제로 방송되었다.
- 2021년 8월 20일 한국과 일본 혼혈 가수인 찬미나씨가 출연하여 빅뱅의 하루하루를 커버하였다.
- 2021년 10월 15일 JYP 엔터테인먼트 소속 8인조 보이그룹 Stray Kids (스트레이 키즈)가 출연하였다.
- 2021년 11월 12일 방탄소년단과 같은 빅히트 뮤직 소속의 형제 그룹 투모로우바이투게더가 출연하였다.
- 2021년 12월 17일 한국의 CJ ENM과 일본의 요시모토흥업의 합작 기획 PRODUCE 101 JAPAN에서 최종 선발된 11명으로 구성된 JO1이 출연하였다. BLOOD SONG으로 빅뱅의 FANTASTIC BABY를 커버하였다.
- 2022년 4월 8일 YG 엔터테인먼트 소속 12인조 보이그룹 TREASURE가 출연하였다.
- 2022년 4월 22일 한국의 CJ ENM과 일본의 요시모토흥업의 합작 기획 PRODUCE 101 JAPAN 시즌2에서 최종 선발된 11명으로 구성된 INI이 출연하였다.  BLOOD SONG으로 소녀시대의 MR.TAXI를 커버하였다.
- 2022년 9월 9일 빅히트뮤직 소속 보이그룹 투모로우바이투게더가 2021년 출연한 이후 2번째 출연하였다.
- 2022년 9월 30일 1년 6개월의 대장정을 마무리하면서 MC진이 아름답게 불타는 숲을 라이브로 선보였다.

## 진행자
- 다나카 케이[2]
- 치바 유다이[2]

## 방송 목록
※ 유튜브 영상은 되도록 공식 음악채널의 영상을 링크하였으며, 없을 경우 부득이하게 조회수가 높은 영상을 링크하였다.
※ LIVE STAGE는 출연 게스트의 노래, BLOOD SONG은 영향 받은 노래로 이루어져 있다.
※ 간혹 LIVE STAGE와 BLOOD SONG 구분없이 무대가 진행된 경우는 합쳐서 작성하였다.
※ BLOOD SONG은 출연 아티스트가 직접 커버한 영상이 있으면 해당 영상을 링크하였다.
| 2021년                                                                       | 2021년                          | 2021년                                                            | 2021년                                                            |
| 방송일                                                                       | 게스트                          | LIVE STAGE                                                        | BLOOD SONG                                                        |
| 2분기                                                                        | 2분기                           | 2분기                                                             | 2분기                                                             |
| ---------------------------------------------------------------------------- | ------------------------------- | ----------------------------------------------------------------- | ----------------------------------------------------------------- |
| 4월 2일                                                                      | sumika                          | Lamp                                                              | Hello, my friend                                                  |
| 4월 9일                                                                      | 마카로니 연필(엔피츠)           | 갈겨 쓴 것                                                        | Hattori(服部)                                                     |
| 4월 16일                                                                     | 도쿄 스카 파라다이스 오케스트라 | 말린 오렌지 Voc. Tajima Takao ｜ 한밤중은 순결 Feat. AiNA THE END | 말린 오렌지 Voc. Tajima Takao ｜ 한밤중은 순결 Feat. AiNA THE END |
| 4월 23일                                                                     | Novelbright                     | Hummingbird                                                       | Marigold                                                          |
| 4월 30일                                                                     | 모리야마 나오타로               | 최악의 봄                                                         | SACRED LOVE                                                       |
| 5월 7일                                                                      | MAN WITH A MISSION              | Perfect Clarity                                                   | Database (Feat.Takuma)                                            |
| 5월 14일                                                                     | ØMI (토사카 히로오미)           | Can You See The Light                                             | OH MY LITTLE GIRL                                                 |
| 5월 21일                                                                     | 히나타자카46                    | 너 밖에 못 이겨                                                   | 세상에는 사랑밖에 없어                                            |
| 5월 28일                                                                     | DISH//                          | No.1                                                              | 작은 사랑 이야기                                                  |
| 6월 4일                                                                      | 녹황색사회                      | 계속 계속 계속                                                    | 정말 좋아요                                                       |
| 6월 11일                                                                     | 노기자카46                      | 미안해 Fingers crossed ｜ Synchronicity                           | 미안해 Fingers crossed ｜ Synchronicity                           |
| 6월 18일                                                                     | 방탄소년단                      | Film out ｜ Butter                                                | Film out ｜ Butter                                                |
| 6월 25일                                                                     | SHISHAMO                        | 중독                                                              | Laugh Maker                                                       |
| 3분기                                                                        |                                 |                                                                   |                                                                   |
| 7월 2일                                                                      | SUPER BEAVER                    | 이름을 부를게                                                     | 말로 할 수 없어                                                   |
| 7월 3일                                                                      | 도쿄 스카 파라다이스 오케스트라 | 아름답게 불타는 숲                                                | 아름답게 불타는 숲                                                |
| 7월 9일                                                                      | ENHYPEN                         | Given-Taken                                                       | 상남자(Boy In Luv)                                                |
| 7월 16일                                                                     | MY FIRST STORY                  | 고백                                                              | Weight of my pride                                                |
| 7월 23일                                                                     | 스즈키 아이리                   | Be Brave                                                          | 첫사랑 사이다                                                     |
| 7월 30일                                                                     | Da-iCE                          | CITRUS                                                            | 사랑 소리와 비 오는 하늘                                          |
| 8월 6일                                                                      | BiSH                            | BE READY                                                          | SPARK                                                             |
| 8월 13일                                                                     | Awesome City Club               | 여름 오후는 코발트                                                | 에일리언즈                                                        |
| 8월 20일                                                                     | 찬미나                          | 보이스메모 No.5                                                   | 하루하루                                                          |
| 8월 27일                                                                     | Saucy Dog                       | 신데렐라보이                                                      | 카부토무시                                                        |
| 9월 3일                                                                      | Creepy Nuts                     | 성장가능성                                                        | The Great Amateurism                                              |
| 9월 10일                                                                     | BLUE ENCOUNT                    | 囮囚 바케모노                                                     | STARFISH                                                          |
| 9월 17일                                                                     | KREVA                           | 바꿀 수 있는 건 미래 뿐                                           | Missing                                                           |
| 9월 24일                                                                     | miwa                            | 아이오토우                                                        | LOVE LOVE LOVE                                                    |
| 4분기                                                                        |                                 |                                                                   |                                                                   |
| 10월 1일                                                                     | GENERATIONS from EXILE TRIBE    | Unchained World                                                   | SORA〜이 목소리가 닿을 때까지〜                                   |
| 10월 8일                                                                     | AKB48                           | 근거 없는 Rumor ｜ RIVER                                          | 근거 없는 Rumor ｜ RIVER                                          |
| 10월 15일                                                                    | Stray Kids (스트레이 키즈)      | Scars                                                             | Again & Again                                                     |
| 10월 22일                                                                    | 나카시마 미카                   | SYMPHONIA                                                         | 생명의 다른 이름                                                  |
| 10월 29일                                                                    | THE RAMPAGE from EXILE TRIBE    | LIVING IN THE DREAM                                               | Fly Away                                                          |
| 11월 5일                                                                     | BE:FIRST                        | Gifted.                                                           | To The First                                                      |
| 11월 12일                                                                    | 투모로우바이투게더              | 0X1=LOVESONG (일본어 버전)                                        | Dynamite                                                          |
| 11월 19일                                                                    | 카토 미리야                     | DEVIL KISS                                                        | I LOVE YOU                                                        |
| 11월 26일                                                                    | Hey! Say! JUMP                  | Sing-along                                                        | 늑대청년                                                          |
| 12월 3일                                                                     | 후지패브릭                      | ECHO ｜ 젊은이의 모든 것                                          | ECHO ｜ 젊은이의 모든 것                                          |
| 12월 10일                                                                    | [Alexandros]                    | 섬광                                                              | Loaded                                                            |
| 12월 17일                                                                    | JO1                             | 우리들의 계절                                                     | FANTASTIC BABY                                                    |
| 12월 24일                                                                    | 모닝구무스메                    | Teenage Solution                                                  | 연애 레볼루션 21 ｜ What is LOVE?                                 |
| 12월 31일은 『웃으면서 해를 넘기고 싶어!! 웃는 오미소카』 방송으로 인해 결방 |                                 |                                                                   |                                                                   |

| 2022년   | 2022년                          | 2022년                                                           | 2022년                                                           |
| 방송일   | 게스트                          | LIVE STAGE                                                       | BLOOD SONG                                                       |
| 1분기    | 1분기                           | 1분기                                                            | 1분기                                                            |
| -------- | ------------------------------- | ---------------------------------------------------------------- | ---------------------------------------------------------------- |
| 1월 7일  | EXILE                           | RED PHOENIX                                                      | EXILE PRIDE ~이런 세계를 사랑하기 위해~                          |
| 1월 14일 | 스키마스위치                    | 그래도 사랑스러운 인생                                           | 증표                                                             |
| 1월 21일 | BiSH                            | FiNAL SHiTS ｜ 오케스트라                                        | FiNAL SHiTS ｜ 오케스트라                                        |
| 1월 28일 | =LOVE                           | The 5th                                                          | 사랑하는 포춘 쿠키                                               |
| 2월 4일  | 아마츠키                        | Caffe Latte                                                      | 작은 사랑 노래                                                   |
| 2월 11일 | CHEMISTRY                       | PIECES OF A DREAM                                                | 유리 너머로 사라진 여름                                          |
| 2월 18일 | milet                           | One Reason                                                       | Baby I Love You                                                  |
| 2월 25일 | AI                              | aldebaran                                                        | 하얀 연인들                                                      |
| 3월 4일  | FANTASTICS from EXILE TRIBE     | Santa Monica Lollipop                                            | Choo Choo TRAIN                                                  |
| 3월 11일 | Novel Core                      | THANKS, ALL MY TEARS                                             | Over the Moon                                                    |
| 3월 18일 | TK(린토시테시구레)              | unravel                                                          | BAD COMMUNICATION                                                |
| 3월 25일 | BE:FIRST                        | Bye-Good-Bye                                                     | Sexual Healing                                                   |
| 2분기    |                                 |                                                                  |                                                                  |
| 4월 1일  | 히라테 유리나                   | 댄스의 이유 ｜ 둘도 없는 세계                                    | 댄스의 이유 ｜ 둘도 없는 세계                                    |
| 4월 8일  | TREASURE                        | 직진(일본어 버전)                                                | 뱅뱅뱅(일본어 버전)                                              |
| 4월 15일 | SKY-HI                          | Bare-Bare                                                        | everybody goes ~질서 없는 현대에 드롭킥~                         |
| 4월 22일 | INI                             | CALL 119                                                         | MR.TAXI                                                          |
| 4월 29일 | 키타니 타츠야                   | 플라네테스                                                       | 소라닌                                                           |
| 5월 6일  | Awich                           | Queendom ｜ GILA GILA feat. JP THE WAVY, YZERR                   | Queendom ｜ GILA GILA feat. JP THE WAVY, YZERR                   |
| 5월 13일 | 코다 쿠미                       | 100개의 고독들에게                                               | Swallowtail Butterfly 사랑의 노래                                |
| 5월 20일 | JO1                             | With Us                                                          | Overnight Sensation ~시대는 너에게 맡긴다~                       |
| 5월 27일 | 스즈키 마사유키                 | GIRI GIRI                                                        | Monster                                                          |
| 6월 3일  | 신은 주사위를 던지지 않는다     | 6개 다다미의 전파탑                                              | KIZUNA                                                           |
| 6월 10일 | 초특급                          | Crescendo                                                        | Love again                                                       |
| 6월 17일 | 아키모토 야스시 & 노기자카46    | 너의 이름은 희망 ｜ 일상                                         | 너의 이름은 희망 ｜ 일상                                         |
| 6월 24일 | BALLISTIK BOYZ from EXILE TRIBE | Last Dance ni Bye Bye                                            | I Wish For You                                                   |
| 3분기    |                                 |                                                                  |                                                                  |
| 7월 1일  | 타니 유우키                     | W/X/Y                                                            | 초승달                                                           |
| 7월 8일  | 22/7                            | 흐린 하늘 저편의 맑은 날씨                                       | 그럼 이만                                                        |
| 7월 15일 | 스카이피스                      | 脳SIGNAL                                                         | 코코로오도루                                                     |
| 7월 22일 | Def Tech                        | My Way ｜ 2 Good 2 Be True                                       | My Way ｜ 2 Good 2 Be True                                       |
| 7월 29일 | Girls²                          | Swipe Up                                                         | 은하철도999                                                      |
| 8월 5일  | STU48                           | 꽃은 누구의 것                                                   | 큥                                                               |
| 8월 12일 | 유스케                          | 낭만비행 ~너를 다시 만난다면~                                    | 여름의 추억                                                      |
| 8월 19일 | KEN THE 390 & Maison B          | Bringing Out                                                     | Infight                                                          |
| 8월 26일 | 노기자카46                      | 반창고를 떼는 듯한 이별법 ｜ 계기                                | 반창고를 떼는 듯한 이별법 ｜ 계기                                |
| 9월 2일  | HiGH&LOW THE WORST X            | Wings                                                            | Wings                                                            |
| 9월 9일  | 투모로우바이투게더              | 네가 아닌 누군가를 사랑하는 법 ｜ Good Boy Gone Bad(일본어 버전) | 네가 아닌 누군가를 사랑하는 법 ｜ Good Boy Gone Bad(일본어 버전) |
| 9월 16일 | 사쿠라자카46                    | Nobody's fault ｜ 마찰계수                                       | Nobody's fault ｜ 마찰계수                                       |
| 9월 23일 | BMSG ALLSTARS                   | To The First ｜ New Chapter                                      | To The First ｜ New Chapter                                      |
| 9월 30일 | AKB48 SHOWROOM                  | AKB48 명곡메들리 ｜ Sugar night                                  | AKB48 명곡메들리 ｜ Sugar night                                  |

## 스태프
- 나레이터 : 후지이 타카히코(닛테레 아나운서)
- 프로듀서 : 마에다 나오타카, 카이야마 쿄코 외
- 책임 프로듀서 : 에나리 신지
- 연출 : 카와히라 슈지
- 기획협력 : 아키모토 야스시
- 협력：Space Craft
- 제작협력：Space Craft, MOSQUITO
- 제작 : 닛테레

### 내용주
1. ↑  글리코 포키 초콜렛의 신CM(SPACE SHOWER TV 버전)으로 사용된 뮤직비디오 영상이다.
2. ↑  2021년 7월 3일 방송된 『MUSIC DAY 2021 음악은 멈추지 않아』에서 도쿄 스카 파라다이스 오케스트라와 MC진이 콜라보하였다.
3. ↑  닛테레 THE MUSIC DAY 2021 무대영상으로 일본어 버전이다.
4. ↑  원곡은 같은 레이블의 선배 가수 방탄소년단의 노래이다.
5. ↑  원곡은 일본의 4인조 얼터너티브 록밴드 Pay money To my Pain의 노래이다.
6. ↑  원곡은 일본의 밴드그룹 키린지의 노래이다.
7. ↑  원곡 가수는 RHYMESTER로 해당 영상은 일본 무도관에서 진행된 KING OF STAGE Vol.7의 무대 영상이다.
8. ↑  MC인 다나카 케이가 주연을 맡은 「총리의 남편」의 주제가이다.
9. ↑  원곡은 일본 밴드그룹 DREAMS COME TRUE의 노래이다.
10. ↑  영상은 KBS 불후의 명곡에서 경연곡으로 부른 무대영상이다.
11. ↑  원곡은 같은 소속사의 선배 그룹 2PM의 노래이다.
12. ↑  영상은 나카시마 미유키 RESPECT LIVE 무대영상이다.
13. ↑  원곡은 나카지마 미유키의 노래이다.
14. ↑  원곡은 같은 소속사의 방탄소년단의 노래이다.
15. ↑  영상은 영화 「핫로드」의 본편특별영상이다.
16. ↑  해당 노래는 한국에서도 포지션이 리메이크한 노래이며, 이 외에도 헨리, 거미, 장범준 등 다양한 가수들이 다시 부른 버전이 있다.
17. ↑  영상은 음원 발매 당시 멤버들을 기준으로 제작된 뮤직비디오 영상이다.
18. ↑  일본의 유튜버이자 우타이테이다.
19. ↑  원곡은 MONGOL800의 노래이다.
20. ↑  원곡은 일본 댄스그룹 ZOO의 노래이다.
21. ↑  원곡은 소녀시대의 노래이다
22. ↑  원곡은 YOASOBI의 노래이다.
23. ↑  아인슈타인이 말한 명언이기도 하며, 오이시 에이지가 쓴 동명소설을 원작으로 한 드라마 제목이기도 하다.
24. ↑  원곡은 일본의 음악 유닛 globe의 노래이다.
25. ↑  영상은 원곡가수인 오냥코클럽의 파이널 콘서트 당시 무대영상 편집본이다.
26. ↑  영상의 경우 국가 제한으로 한국에서 볼 수 없기에 링크하지 않았다.
27. ↑  영화 HiGH＆LOW THE WORST X 출연 배우인 카와무라 카즈마, 요시노 호쿠토, 유타, 미야마 료키가 출연하였다.
28. ↑  영화 HiGH＆LOW THE WORST X의 주제곡이다.
29. ↑  SKY-HI、Novel Core、BE：FIRST、Aile The Shota、ediii boi、RAN、REIKO、TAIKI、RUI 로 구성되었다.